# 蘇爾坦德山脈
53°46′26″N 58°3′50″E / 53.77389°N 58.06389°E
蘇爾坦德山脈（俄语：Суртанды），是俄羅斯的山脈，位於該國西南部，由巴什科爾托斯坦共和國負責管轄，屬於南烏拉爾山脈的一部分，長13公里、寬3公里，最高點海拔高度1,045米。